# الهادي بن سالم
الهادي بن سالم هو ممثل مغربي، ولد في 1935 في المغرب، وتوفي في 1976 بنيم في فرنسا بسبب شنق.

## وصلات خارجية
- الهادي بن سالم على موقع IMDb (الإنجليزية)
- الهادي بن سالم على موقع ألو سيني (الفرنسية)
- الهادي بن سالم على موقع أول موفي (الإنجليزية)
- الهادي بن سالم على موقع قاعدة بيانات الأفلام السويدية (السويدية)
- الهادي بن سالم على موقع قاعدة بيانات الفيلم (الإنجليزية)
- الهادي بن سالم على موقع كينوبويسك (الروسية)